# Gmina Strzyżów
Die Gmina Strzyżów ist eine Stadt-und-Land-Gemeinde im Powiat Strzyżów der Woiwodschaft Karpatenvorland in Polen. Sitz von Powiat und Gemeinde ist die gleichnamige Stadt mit etwa 8900 Einwohnern.

## Geographie und Lage

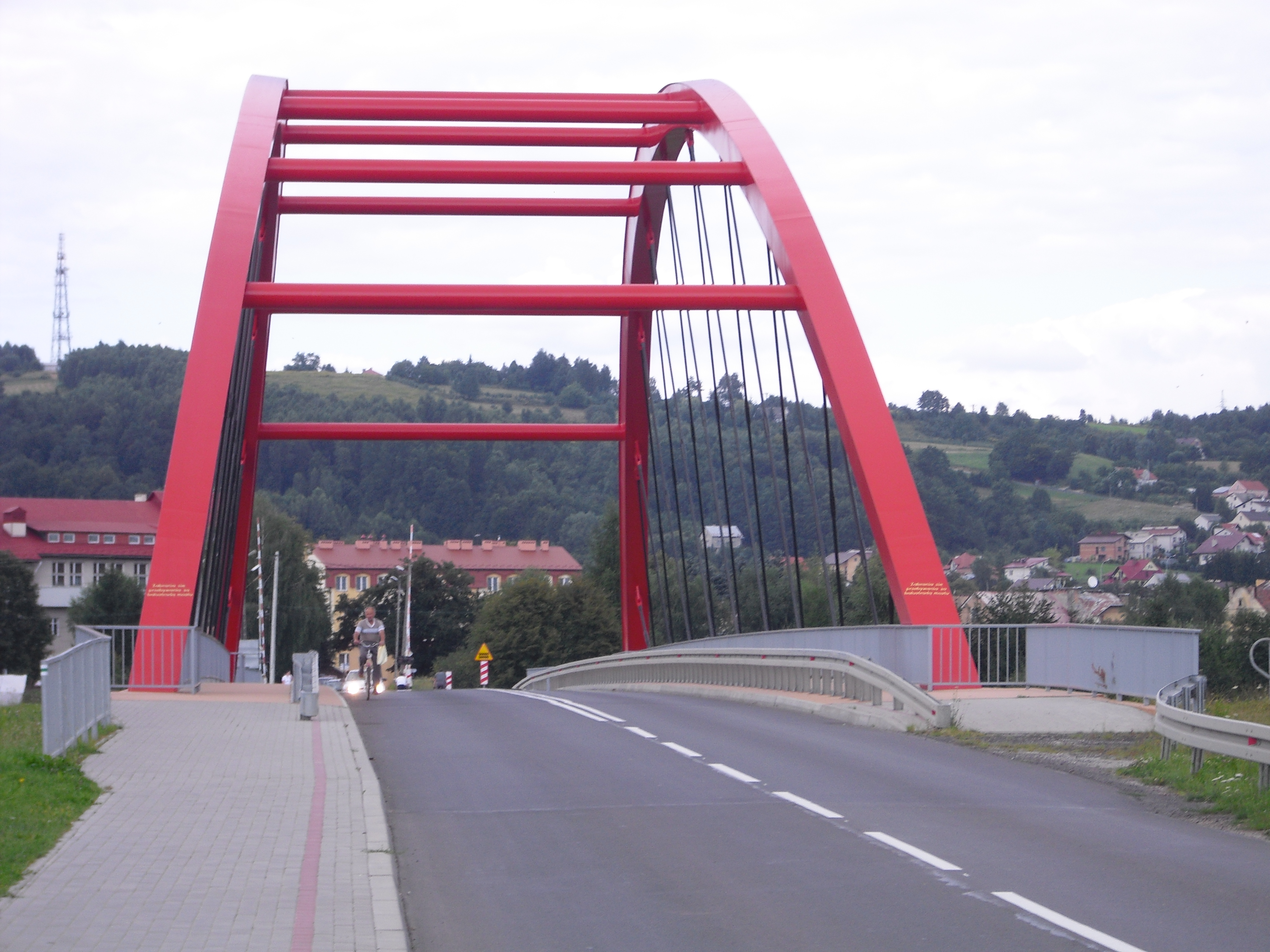
Brücke über den Wislok

Strzyżów liegt in den sogenannten Waldkarpaten einem Teil der äußeren Ostkarpaten. Zu den Gewässern gehören Wisłok und Stobnica, die in Strzyżów zusammenfließen. Die Stadt liegt zwischen den beiden Städten Krosno und Rzeszów, die etwa 25 Kilometer entfernt sind.

## Geschichte und Politik
Von 1975 bis 1998 gehörte die Gemeinde zur Woiwodschaft Rzeszów. Die Gemeinde ist Mitglied der European Charter – Villages of Europe, eine Gruppe ländlicher Gemeinden aus allen 28 EU-Ländern.

### Städtepartnerschaften
- Lassee (Österreich)
- Kisvárda (Ungarn)
- Horodok (Ukraine)
- Bagnacavallo (Italien)
- Svidník (Slowakei)

## Gliederung
Die Stadt-und-Land-Gemeinde erstreckt sich auf einer Fläche von 140,23 km² und gliedert sich neben der namensgebenden Stadt in die folgenden Dörfer mit Schulzenämtern:
- Bonarówka, 178 Einwohner
- Brzeżanka, 358 Einwohner
- Dobrzechów, 1621 Einwohner
- Gbiska, 309 Einwohner
- Glinik Charzewski, 913 Einwohner
- Glinik Zaborowski, 579 Einwohner
- Godowa, 2177 Einwohner
- Grodzisko, 1063 Einwohner
- Łętownia, 162 Einwohner
- Tropie, 412 Einwohner
- Wysoka Strzyżowska, 2184 Einwohner
- Zawadka, 372 Einwohner
- Żarnowa, 915 Einwohner
- Żyznów, 920 Einwohner